# Mezzanino
Mezzanino är en ort och kommun i provinsen Pavia i regionen Lombardiet i Italien. Kommunen hade 1 351 invånare (2018).